# А у тебя есть солнце?
«А у тебя есть солнце?» — советский кукольный мультипликационный фильм Свердловского телевидения, который создал в 1974 году режиссёр Анатолий Аляшев.

## Сюжет
Из яйца вылупился цыпленок. Он надел чьи-то тапочки и удивленно посмотрел на солнце. А дальше цыпленок отправился гулять. Первого, кого он встретил, был щенок в будке. Щенок поинтересовался, что есть у цыпленка, но цыпленок сказал, что у него только скорлупа. Щенок на это рассмеялся, мол, ты вообще никто, так как у тебя ничего нет. И вдруг цыпленок заявил, что у него есть солнце. Оно вроде как было ничье, но цыпленок заявил о правах не бесхозный объект. Щенок начал предлагать обмен - пол будки за право пользоваться солнцем. Цыпленок согласился, они распили будку, пошел дождь, будку снова соединили, стали жить вместе. Щенок и цыплёнок подружились. А солнце стало общим.

## Создатели
- Автор сценария: Юрий Аверенков
- Режиссёр: Анатолий Аляшев
- Художник-постановщик: Андрей Евладов
- Оператор: Александр Ишин
- Композитор: Алмаз Монасыпов
- Звукорежиссёр: Борис Берестецкий
- Художники-мультипликаторы: Евгений Скаридов, Александр Евладов, Татьяна Костоусова, Раиса Пестрякова, Наталья Ишина
- Ассистент режиссёра по монтажу: Л. Туровец
- Роли озвучивали:
  - Анатолий Щукин — Щенок
  - Лидия Катаева — Цыпленок
- Редактор: Фёдор Корытко
- Директор картины: Юрий Рожин